# آرتور پطروسیان (سیاستمدار)
آرتور بنیامینی پتروسیان (Արթուր Բենիամինի Պետրոսյան؛ زادهٔ ۲۲ مارس ۱۹۵۲) یک سیاستمدار اهل ارمنستان است که از تاریخ ۲۹ ژانویه ۲۰۱۰ تا تاریخ ۱۶ ژوئن ۲۰۱۲ در دولت اول تیگران سارگسیان سمت وزارت ورزش و امور جوانان ارمنستان را برعهده داشت. وی پیشتر نماینده دوره سوم مجلس ملی جمهوری ارمنستان بود.

## زندگی‌نامه
در ۲۲ مارس ۱۹۵۲ در لانجیک به دنیا آمد و از دانشگاه پلی‌تکنیک ارمنستان فارغ‌التحصیل شد. 